# 5774 Ratliff
5774 Ratliff è un asteroide della fascia principale. Scoperto nel 1989, presenta un'orbita caratterizzata da un semiasse maggiore pari a 2,2068312 UA e da un'eccentricità di 0,0841397, inclinata di 9,43864° rispetto all'eclittica.